# هولوسوفكس
هولوسوفكس (بالإنجليزية: Holosofx)‏ كانت شركة مقرها الرئيسي في الولايات المتحدة الأمريكية بمدينة إل سغوندو بمقاطعة لوس أنجلوس بولاية كاليفورنيا. كان مقر تطوير البرامج لهولوسوفكس موجودًا في مدينة القاهرة بجمهورية مصر العربية.

## التاريخ
تم إنشاء شركة هولوسوفكس عام 1989 بواسطة المهندس ورجل الأعمال المصري حسن خورشيد.

### معنى كلمة هولوسوفكس
كلمة هولوسوفكس (h ôl ` ô säf ` eks) تتكون من المقطع اللاتيني «هولو» بمعنى الكل والمقطع الإغريقي «سوفيك» بمعنى الحكمة. وقد تم اختيار هذا الاسم لأن الشركة تقدم منتجات وخدمات تمكّن الشركات من فهم عملياتها التي تمثل الخبرة التراكمية والكلية لهذه الشركات.

### الشراء من قبل IBM
قامت شركة آي بي إم بشراء هولوسوفكس في 12 سبتمبر عام 2002 لتدعيم منتجاتها وخدماتها في مجال إدارة الأعمال.

## المنتجات
- BPM Workbench ويستخدم في تحليل وتعريف عمليات الشركات.
- BPM Workbench Server ويستخدم في نشر المعلومات المدونة في برنامج BPM Workbench.
- BPM Monitor ويستخدم في مراقبة تنفيذ عمليات الشركات.

## اقرأ المزيد
- ISBN 0-7384-2555-9. كناب من مطبوعات IBM عن منتجات شركة هولوسوفكس.